# Usability-Test

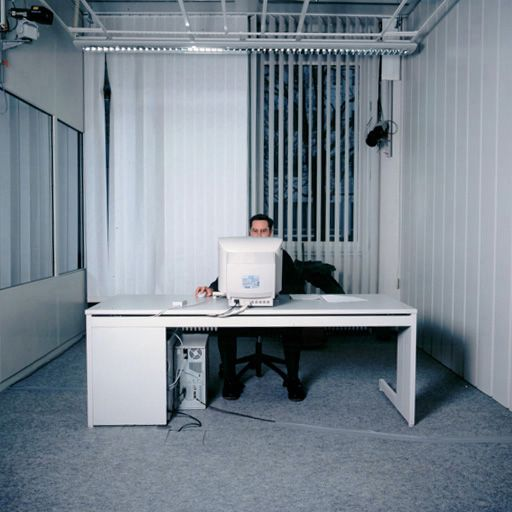
Proband in einem Usability-Labor bei Siemens in München-Neuperlach (2000)

Ein Usability-Test wird durchgeführt, um die Gebrauchstauglichkeit einer Software oder Hardware mit den potenziellen Benutzern zu überprüfen. Er gehört zu den Techniken der empirischen Softwareevaluation, im Gegensatz zu analytischen Verfahren wie dem Cognitive Walkthrough.
Innerhalb eines Entwicklungsprozesses, zum Beispiel einer Webpräsenz-Gestaltung, werden klassische Usability-Tests vor allem dann durchgeführt, wenn Klick-Dummys oder Beta-Versionen erstellt wurden. Im Vordergrund steht die Detail-Optimierung von Interaktionsprozessen (wie zum Beispiel dem Bestellprozess bei einem Online-Shop).

## Abgrenzung des Begriffs
Das einfache Sammeln von Meinungen zu einem Objekt oder Dokument wird zur Marktforschung oder qualitativen Forschung gezählt und nicht als Usability-Test bezeichnet. Usability-Tests umfassen in der Regel eine systematische Beobachtung unter kontrollierten Bedingungen, um festzustellen, wie gut die Anwender das Produkt nutzen können. Oft werden jedoch sowohl qualitative Tests als auch Usability-Tests in Kombination eingesetzt, um neben den Handlungen der Nutzer auch deren Motivationen/Wahrnehmungen besser zu verstehen.
Anstatt den Benutzern einen groben Entwurf zu zeigen und sie zu fragen: "Verstehen Sie das?", beinhaltet das Usability-Testing die Beobachtung von Menschen, die versuchen, etwas für den beabsichtigten Zweck zu verwenden. Wenn zum Beispiel Anleitungen zum Zusammenbau eines Spielzeugs getestet werden, sollten die Testpersonen die Anleitung und eine Schachtel mit Teilen erhalten. Anstatt gebeten zu werden, die Teile und Materialien zu kommentieren, werden sie gebeten, das Spielzeug zusammenzubauen. Die Formulierung der Anleitungen, die Qualität der Illustrationen und das Design des Spielzeugs beeinflussen den Zusammenbau des Spielzeugs.

## Testvarianten
Neben szenariobasierten Usability-Tests im Labor gibt es weitere Testvarianten, zum Beispiel, die im Entwicklungsprozess für unterschiedliche Frage- bzw. Problemstellungen geeignet sind:
- expertenbasierte Usability-Evaluationen
- On-Site-Befragungen (inkl. Benchmarking)
- Abbrecheranalysen mit Hilfe von Nutzerverfolgungs-Werkzeugen und (eventbezogene) On-Site-Befragungen
- Konzept-/Design-Tests (on- und offline)
- Online-Usability-Tests über taskbasierte Online-Befragungen und Tracking des Klickverhaltens.

## Vorgehensweise
Bei einem Usability-Test werden Versuchspersonen veranlasst, typische Aufgaben mit dem Testobjekt zu lösen, die sie später in ähnlicher Form mit diesem Produkt erledigen würden. Dabei wird geprüft, an welchen Stellen Schwierigkeiten bei der Benutzung auftreten.
Die Versuchspersonen werden zum Lauten Denken aufgefordert, damit der Beobachter erfährt, wonach die Person gerade sucht und was sie sich unter den angebotenen Optionen vorstellt.
Ein Entwickler übersieht leicht Schwachstellen im eigenen Produkt und neigt dazu, es zu verteidigen. Auch andere Mitarbeiter des Unternehmens sind als Probanden befangen, weil sie Vorwissen über die Struktur des Unternehmens und die Namen und Zwecke seiner Produkte und Leistungen besitzen; Wissen, das einem von außen kommenden Besucher fehlt. Daher sollten Entwickler beim Usability-Test weder als Proband noch als Testleiter auftreten, andere Mitarbeiter des Unternehmens sollten ebenfalls nicht als Probanden auftreten. Stattdessen empfehlen Usability-Experten, ein unabhängiges Evaluationsteam einzusetzen. Wenn eine Anleitung der Probanden durch das Testpersonal erforderlich ist, muss Vorsorge getroffen werden, dass die Probanden dadurch keine Tipps zum Umgang mit der Software oder der Website bekommen, was die Testergebnisse verfälschen würde.
Vor und nach dem Test können Befragungen stattfinden. Eine erste Befragung kann der Auswahl geeigneter Testpersonen dienen. Vor dem Usability-Test wird das Vorwissen des Probanden, zum Beispiel Erfahrung mit ähnlichen Produkten, abgefragt. Manchmal werden dazu Card-Sorting-Techniken oder Wording-Tests verwendet. Verschiedene andere Testinstrumente wie schriftliche Anweisungen, Papierprototypen und Fragebögen vor und nach dem Test werden ebenfalls verwendet, um Feedback zum getesteten Produkt zu sammeln.
Nach dem Test werden Informationen zum untersuchten Produkt erfragt. Dazu finden halbstrukturierte Interviews statt. Deren Durchführung stellt hohe Anforderungen an den Interviewer. Im Rahmen dieser Befragungen werden häufig auch Vergleiche mit anderen Produkten angestellt. Dazu fragt man die Testpersonen, welche Vor- und Nachteile gegenüber ähnlichen Produkten bestehen. Da klassische, szenariobasierte Tests in der Regel mit einer kleinen Stichprobe durchgeführt werden (5 bis maximal 30 Probanden), können die Ergebnisse solcher Vergleiche nur erste Tendenzen in Bezug auf gegebenenfalls vorliegende Bewertungsunterschiede aufzeigen.
Nach dem Usability-Test werden die Schwachstellen analysiert und das Produkt so optimiert, dass es von möglichst vielen Personen als einfach zu bedienen empfunden wird und so die Benutzerfreundlichkeit verbessert wird.

## Aufzeichnung
Um Usability-Tests und letztlich mögliche Schwachstellen möglichst genau protokollieren zu können, werden verschiedene Formen der Aufzeichnung genutzt:
- Ton- und Video- sowie Bildschirmaufzeichnung
- Tracking-Software, um zum Beispiel Mausbewegungen, Mausklicks, Tastatureingaben und besuchte Webseiten (beim Web-Usability) des Benutzers aufzuzeichnen
- Blickbewegungsregistrierung
- Beobachtung

Nach dem Test werden alle Protokolle (Textprotokolle, Video, Blickbewegungsdaten) ausgewertet.

## Anwendungen
Usability-Tests können prinzipiell immer dann durchgeführt werden, wenn etwas einer Mensch-Maschine-Interaktion unterliegt. Dabei ist sowohl Software als auch ein reeller Gegenstand ein mögliches Untersuchungsobjekt.
Beispielhaft sind zu nennen:
- Mobiltelefone
- jegliche Software, die der Bedienung durch Menschen unterliegt
- Videorekorder
- Webseiten
- Telefonische Fahrplanauskünfte
- Automaten
- Spielzeug
- Technische Dokumentation (Bedienungsanleitungen etc.)
- Medizinprodukte

## Weitere Testmethoden
Usability-Tests können auch als Benchmark-Tests durchgeführt werden, zum Beispiel um herauszufinden, ob ein Produkt bereits ausreichend gut bedienbar ist. Zum Beispiel könnte ein Usability-Ziel sein, eine Web-Anwendung zur Buchung eines Fluges solange zu verbessern, bis ein User es schafft, einen Flug innerhalb von drei Minuten zu buchen. Beim Usability-Test wird in diesem Fall die Zeit für diese Aufgabe gemessen und auf lautes Denken verzichtet. Der Usability-Test steuert den Prototyping-Prozess.
Weiterhin werden Usability-Tests auch als Vergleichstests durchgeführt, zum Beispiel beim Software-Ankauf. Es wird getestet, welches Produkt die bessere Usability hat.
Die Durchführung erfolgt oft in Usability-Laboren. Mittlerweile gibt es aber auch Anbieter die „Remote-Usability-Tests“ bzw. „Crowd-Usability-Tests“ anbieten. Hierbei werden die Tester nicht in ein Labor eingeladen, sondern testen von zu Hause. Da für die Tests kein Labor notwendig ist und die Tester von zu Hause arbeiten, lassen sich über diese Methode deutliche Kosteneinsparungen erzielen.

## Eyetracking in der Usability-Forschung

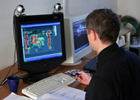
Auswertung von Eyetracking-Daten nach einem Usability-Test

Eyetracking oder Blickbewegungsregistrierung wird u. a. in Usability- und Konzepttests eingesetzt, um die Blickbewegungen von Probanden aufzuzeichnen. Dadurch kann ermittelt werden, welche Bereiche eines Bildschirms der Benutzer betrachtet hat und wie intensiv er sich diese angesehen hat. Zudem ist es möglich Bereiche bzw. Elemente zu identifizieren, die überhaupt nicht oder kaum Beachtung erhalten haben.
Daten aus Eyetracking-/Blickverlaufsstudien liefern wertvolle Erkenntnisse zur Optimierung von Layouts und Entwürfen. Somit wird Eyetracking auch immer öfter in frühen Phasen eines Entwicklungsprozesses (auf Designs und Prototypen) sowie iterativ in mehreren Stufen eingesetzt. Dies wird unterstützt durch das Aufkommen günstiger Eye-Tracking-Hardware und alternative Aufnahmeformen wie beispielsweise in Remote-Usability-Tests über die Webcam.
Eyetracking liefert Hinweise dazu
- Auf welche Elemente des Bildschirms der User seine Aufmerksamkeit richtet
- Welche Elemente ein User sieht, welche nicht
- Wie wichtig ein Bereich für einen User ist
- Ob ein User orientiert oder desorientiert ist
- Ob ein Text durchgelesen wird

## In-Store-Tests, Remote-Tests, Proxy-Verfahren
Testverfahren im Usability-Labor, bei denen Teilnehmer vor Ort beobachtet und befragt werden, erfordern in der Regel Budgets, die für kleine Website-Projekte nicht in Frage kommen. Deshalb werden in solchen Fällen sparsame Verfahren wie In-Store-Tests, Remote-Usability-Tests oder das Proxy-Verfahren eingesetzt.
Beim In-Store-Test nach Jakob Nielsen testet der Testleiter im Ladengeschäft des Kunden einen Papierprototypen oder Klick-Dummy der Website mit fünf zufällig anwesenden Kunden als Probanden.
Bei Remote-Usability-Tests wird der gesamte Prozess des Usability-Tests online abgewickelt. Man verzichtet darauf, Probanden lokal zu rekrutieren und diese in ein Labor oder das eigene Büro einzuladen. In der Regel werden diese Tests über einen spezialisierten Anbieter durchgeführt, der ein eigenes Probanden-Panel stellt, aus dem auf Basis verschiedener Kriterien wie Alter, Geschlecht, Interneterfahrung, Einkaufsverhalten etc. Personen rekrutiert werden können. Die Laufzeit eines solchen Tests variiert nach Zielgruppe zwischen wenigen Stunden und mehreren Tagen. Eine der neueren Methoden, die für die Durchführung eines synchronen Remote-Usability-Tests entwickelt wurden, ist die Verwendung von Virtual Reality Umgebungen. 
Beim Proxy-Verfahren werden die Nutzerzugriffe auf eine Website über einen Proxy-Server umgeleitet. Dieser speichert Aufrufreihenfolge und Betrachtungszeit der einzelnen Seiten sowie alle Nutzereingaben. Stellt man dem Nutzer nun Aufgaben, zum Beispiel sich über das Angebot der jeweiligen Seite zu informieren, kann man anhand der gespeicherten Daten sowohl die Übersichtlichkeit des Layouts, als auch die Verständlichkeit der Texte beurteilen. Von Vorteil ist, dass weder der Code der Seite verändert werden muss, noch deren Funktionalität beeinträchtigt wird. Die Ursprünge dieses Verfahrens reichen bis in die späten 90er Jahre zurück. Als Vorreiter gelten das 1999 von AT&T entwickelte Web-event logging-tool WET und das 2001 entwickelte WebQuilt.

## Besonderheiten bei medizinischen Geräten

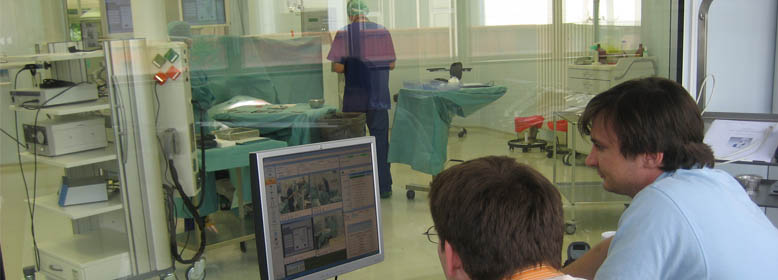
Gebrauchstauglichkeitstest im Experimental-OP Tübingen

Da medizinische Geräte in der Regel sicherheitskritische Geräte sind, müssen auch spezielle Anforderungen an einen Usability-Tests für diese Geräte gestellt werden. So ist neben den Gebrauchstauglichkeitsfaktoren Effizienz, Effektivität und Zufriedenheit auch die Sicherheit zu beachten. Die Methode „UseProb“ verbindet hierfür die Anforderungen der Gebrauchstauglichkeit mit denen des Risikomanagements. Auch sollte der Usability-Test in einem speziellen Usability-Labor (z. B. einem Experimental-OP) durchgeführt werden um eine typische Nutzungsumgebung und -situation zu simulieren. Spezielle Anforderungen für die Verifizierung und Validierung der Gebrauchstauglichkeit medizinischer Geräte sind in den Normen DIN EN 60601-1-6 und DIN EN 62366 festgelegt.

## Besonderheiten bei Modellierungssprachen
Neben den bereits bestehenden Vorgehensweisen zur Ermittlung der Benutzerfreundlichkeit von unterschiedlichsten Untersuchungsgegenständen wie Applikationen, Webseiten, Methoden etc. können Usability-Tests auch zur Evaluation von Modellierungssprachen eingesetzt werden. Ziel kann es dabei sein, eine neuentwickelte Modellierungssprache oder Extension gegenüber bestehender Notationen hinsichtlich ihrer Usability zu überprüfen. Dabei können sowohl die Aspekte der Erstellung, als auch der Interpretation eines Modells getestet werden, wobei direkte Usability Attribute sowie Usability beeinflussende Metaeigenschaften von Modellen eine Rolle spielen. Die Usability Attribute von Modellierungssprachen werden dabei im Test durch Metriken konkret gemessen und berechnet. Von 28 im Jahr 2013 untersuchten Veröffentlichungen zum Thema „Messung der Usability von Modellierungssprachen“ legten 18 die Definition von Usability idealerweise in Form von einzelnen Attributen fest. Die Kriterien Erlernbarkeit, Effektivität, Effizienz und Benutzerzufriedenheit wurden in mehr als einem Drittel der untersuchten Quellen als Kriterien von Usability erwähnt. Die jeweilige Berechnung von Metriken, anhand derer diese Kriterien gemessen werden können, stimmen weitestgehend veröffentlichungsübergreifend überein.